# Katsutoshi Naitō
Katsutoshi Naitō (jap. 内藤克俊 Naitō Katsutoshi; ur. 25 lutego 1895 w Hongawie, zm. 27 września 1969 w São Paulo) – japoński zapaśnik walczący w obu stylach. Olimpijczyk z Paryża 1924, gdzie zdobył brązowy medal w wadze piórkowej, w stylu wolnym i zajął ósme miejsce w stylu klasycznym.
Absolwent Uniwersytetu Stanu Pensylwania.

## Letnie Igrzyska Olimpijskie 1924
| Konkurencja          | Rundy eliminacyjne      | Rundy eliminacyjne      | Rundy eliminacyjne    | Rundy eliminacyjne  | Klas. końcowa |
| Konkurencja          | Przeciwnik I            | Przeciwnik II           | Przeciwnik III        | Przeciwnik IV       | Miejsce       |
| -------------------- | ----------------------- | ----------------------- | --------------------- | ------------------- | ------------- |
| 61 kg styl klasyczny | Jordán Vallmajo (ESP) Z | Domingo Sánchez (ESP) Z | Marcel Capron (FRA) P | Arthur Nord (NOR) P | 8.            |

| Konkurencja      | Rundy eliminacyjne     | Rundy eliminacyjne | Turniej o drugie miejsce | Turniej o drugie miejsce | Turniej o trzecie miejsce | Turniej o trzecie miejsce | Klas. końcowa |
| Konkurencja      | Przeciwnik I           | Przeciwnik II      | Przeciwnik I             | Przeciwnik II            | Przeciwnik I              | Przeciwnik II             | Miejsce       |
| ---------------- | ---------------------- | ------------------ | ------------------------ | ------------------------ | ------------------------- | ------------------------- | ------------- |
| 61 kg styl wolny | Arthur Foubert (BEL) Z | Robin Reed (USA) P | Cliff Chilcott (CAN) Z   | Chester Newton (USA) P   | Eetu Huupponen (FIN) Z    | Sigfrid Hansson (SWE) Z   | 3.            |